# Крайськ (Логойський район)
Крайськ — (біл. вёска Крайск), село (веска) в складі Логойського району розташоване в Мінській області Білорусі, підпорядковане Крайській сільській раді.
Село розташоване в центральних районах Білорусі, у північній частині Мінської області.

## Історія
Станом на 1885 рік у колишньому власницькому містечку, центрі Крайської волості Вілейського повіту Віленської губернії мешкало 216 осіб, налічувалось 6 дворових господарств, православна церква, 3 лавки.
За переписом 1897 року кількість мешканців зросла до 579 осіб (275 чоловічої статі та 304 — жіночої), з яких , 549 — юдейської.